# Campionatul Mondial de Handbal Feminin din 1986
Campionatul Mondial de Handbal Feminin din 1986, cea de-a 9-a ediție a Campionatul Mondial de Handbal Feminin organizat de Federația Internațională de Handbal, s-a desfășurat în Țările de Jos, între 4 și 14 decembrie 1986. La competiție au luat parte 16 echipe. Campionatul Mondial a fost câștigat pentru a doua oară consecutiv de Uniunea Sovietică.

## Clasament final
| #  | Echipă            |
| -- | ----------------- |
| 1  | Uniunea Sovietică |
| 2  | Cehoslovacia      |
| 3  | Norvegia          |
| 4  | Germania de Est   |
| 5  | România           |
| 6  | Iugoslavia        |
| 7  | Germania de Vest  |
| 8  | Ungaria           |
| 9  | China             |
| 10 | Țările de Jos     |
| 11 | Coreea de Sud     |
| 12 | Austria           |
| 13 | Polonia           |
| 14 | Japonia           |
| 15 | Franța            |
| 16 | Statele Unite     |

Echipa campioanei mondiale
Nataliia Mîtriuk, Irina Malko, Tatiana Șalimova, Larisa Karlova, Svetlana Mankova, Zinaida Turcina, Olga Semionova, Tamila Oleksiuk, Marina Basanova, Natalia Kircik, Ievheniia Tovstohan, Elina Guseva, Natalia Țîgankova, Svetlana Hiharewa
Antrenor: Ihor Turcin